# Любов. Смертельна гра...
«Любов. Смертельна гра...» (рос. «Любовь. Смертельная игра...») — український кольоровий повнометражний художній фільм 1991 року режисера Сергія Ашкеназі.

## Сюжет
Ігор — відомий фотограф, роботи якого публікуються у ряді журналів і представлені на міжнародних виставках. У круговороті справ і поїздок знайомиться з дівчиною. Образ Лери, її краса і загадковість пробуджують в ньому одночасно і романтичні почуття, і творчий інтерес фотохудожника — надихають його на серію прекрасних фоторобіт коханої.
 
Стрімкий роман вносить сум'яття в життя героя і ставить його перед вибором: нові несподівані відносини або запропоноване багатомісячне відрядження до Америки, що викликає заздрість у колег. Якось, оформляючи документи, Ігор випадково помічає на дошці оголошень фоторобот небезпечної злочинниці, що нагадує Леру. Плутаючись у порівняннях, фактах і сумнівах, він намагається відшукати істину. 
Боротьба між любов'ю і усвідомленням гіркої правди завершується трагічно.

## У ролях
- Олена Караджова — Лера
- Лембіт Ульфсак — Ігор, фотограф
- Лідія Савченко — Валя
- Людмила Давидова — Люся, міліціонер
- Ірина Губанова — працівниця галереї
- Ганна Макарова — Ганна
- В епізодах: С. Барейкіс, Наталя Батрак — секретар, Софія Бєльська — Тетяна Василівна, Є. Бєлікова, Н. Трубила.

## Творча група
- Сценаристи: Юрій Макаров, Сергій Ашкеназі
- Режисер-постановник: Сергій Ашкеназі
- Оператор-постановник: Сергій Стасенко
- Композитор: Олександр Кнайфель
- Звукооператор: Анатолій Нетребенко
- Монтажер: Валентина Олійник
- Режисер: Валентина Зайцева
- Художник по костюмах: Людмила Крошечкіна
- Художник: Ірина Гетьманець
- Декоратор: Людмила Ромашко
- Запис музики: Андрій Сігле
- Комбіновані зйомки: Сергій Мельниченко
- Грим: Людмила Друмирецька
- Оператори: В. Сікачинський, Віктор Ноздрюхін-Заболотний
- Редактор: Неллі Некрасова
- Музичний редактор: Олена Вітухіна
- Використані фотографії фотохудожників: Юрія Роста, Algimantas Žižiūnas, Н. Артеменка, Дмитра Зюбріцького, С. Жданова
- Директор: Аннета Калпахчьян
- Рок-гурт «Зодчі», керівник Ю. Давидов
- У фільмі звучить арія Лауретти «O mio babbino caro» з опери Джакомо Пуччіні «Джанні Скіккі» у виконанні  Тетяни Мелентьєвої.